# Панфиловский проспект
Панфи́ловский проспе́кт — улица в Зеленоградском административном округе Москвы. Расположена между Ленинградским шоссе (40-й километр) и улицей Андреевка.
Самая длинная и одна из основных магистралей города — является вторым, а исторически первым основным въездом в город со стороны Ленинградского шоссе; центральный участок вместе с восточным участком проспектом генерала Алексеева, Центральным проспектом, восточным участком Георгиевского проспекта и Солнечной аллеей образуют главное транспортное кольцо в Старом городе. Единственная улица округа, проходящая через четыре из пяти районов.
Начинается от пересечения Ленинградского и Льяловского шоссе в районе мемориального комплекса «Штыки», далее проспект идёт на юго-юго-запад до Крюковской эстакады, поворачивает на ней на юго-запад, а после съезда с эстакады идёт уже в западном направлении и заканчивается на пересечении с улицей Андреевка.
Пересекает проспект Генерала Алексеева и улицу Каменка. Справа примыкают: проезд 4801, безымянный проезд к 2-му Западному проезду, улица Болдов Ручей, безымянный проезд в глубь 11-го микрорайона и к улице Болдов Ручей, Филаретовская улица, два безымянных проезда в глубь 10-го микрорайона, улица Гоголя, безымянный съезд к Новокрюковской улице; слева — улица Лётчика Полагушина, безымянный проезд в глубь 12-го микрорайона, два безымянных проезда в глубь 9-го микрорайона, Солнечная аллея, улица Лётчицы Тарасовой.
Участок от Ленинградского шоссе до улицы Каменка (включая Крюковскую эстакаду длиной 626 м и шириной 29 м) — шестиполосный (по три полосы в каждую сторону), оставшийся участок до улицы Андреевка — двухполосный (по две полосы в каждую сторону).

## Происхождение названия
Названа в честь генерал-майора Ивана Васильевича Панфилова (в честь него в Зеленограде названа также Улица Панфилова) и панфиловцев — бойцов 8-й гвардейской стрелковой дивизии (до 17 ноября 1941 года — 316-й стрелковой), которые в 1941 году обороняли Москву в районе Волоколамска.
В свою очередь в честь проспекта был назван Панфиловский район (существовавший в 2002—2009 годах), для которого проспект являлся главной, осевой магистралью.

## История
Изначально, с середины XIX века, на месте проспекта располагалась дорога, связывающая станцию Крюково и село Льялово. В 1928 году дорогу было решено выложить булыжником; участок дороги от станции Крюково до пересечения с Ленинградским шоссе (40-й километр) получил название Крюковское шоссе, оставшийся участок — Льяловское шоссе.
Во время обороны Москвы в 1941 году шоссе стало рубежом обороны советских войск, далее которого немецкие войска пройти не смогли. В настоящее время вдоль проспекта или в непосредственной близости располагается целый ряд памятников Великой Отечественной войны, в том числе мемориальный комплекс «Штыки», из братской могилы которого 3 декабря 1966 года в ознаменовании 25-летней годовщины разгрома гитлеровских войск под Москвой был взят прах Неизвестного солдата и перезахоронен в Александровском саду у стен Кремля.
13 июля 1965 года в рамках строительства города Зеленограда шоссе было переименовано в Панфиловский проспект.
В 1998 году в связи с открытием Крюковской эстакады через Октябрьскую железную дорогу проспект перестал упираться в станцию Крюково и получил выход в Новый город. В 2006 году проектируемый проезд 648, являвшийся фактически продолжением проспекта после съезда с эстакады в Новом городе, был включён в состав проспекта, увеличив его длину на приблизительно на треть (с 4 до 6 километров).
В 2008—2010 годах в рамках развития дорожной инфраструктуры города под цели строительства особой экономической зоны «Зеленоград» была проведена реконструкция главной части Панфиловского проспекта (в Старом городе) с расширением проезжей части с 14 метров до 21 метра (с двух полос в каждом направлении до трёх), строительством пяти новых и реконструкцией единственного действующего подземного перехода. Движение по обновленной трассе было открыто в сентябре 2010 года, в ноябре того же года круговые схемы движения на пересечения проспекта с Центральным проспектом и Берёзовой аллеей были заменены на четырёхсторонние перекрёстки. Строительство переходов также фактически было завершено в январе 2011 года, однако их открытие для эксплуатации состоялось лишь 30-31 мая 2011 года из-за проблем с переключением на постоянную схему электроснабжения. Одновременно в рамках строительства 20-го микрорайона в Новом городе было проведено строительство четырёхстороннего подземного перехода на пересечении проспекта с улицей Каменка (открылся для эксплуатации в августе-сентябре 2010 года).
В рамках дальнейшего совершенствования дорожной инфраструктуры города в конце 2014 года начато строительство развязки на пересечении проспекта с Ленинградским шоссе.

## Здания и сооружения
По нечётной стороне:
По чётной стороне:

## Благоустройство
В конце августа 2017 года у дома №5 по Панфиловскому проспекту открылся обновленная спортивный парк «Быково болото» в 1 микрорайоне Зеленограда, в районе Матушкино. Площадь благоустройства составила около 3 га. Спортивное пространство поделено на 11 зон. На территории обустроены скейт-парк, футбольная площадка, зона для игры в большой теннис, пространство для воркаута и паркура. Здесь же разместили сцену и зону тихого отдыха, детскую площадку с лазалками в виде паутинки, качелями-гнездами и винтовой лестницей. Кроме того, в парке есть пространство для игры в городки. На газонах установили топиарные фигуры в форме букета цветов и героев мультфильмов. Здесь также появилась фигура талисмана чемпионата мира по футболу 2018 года в России — волка Забиваки. В центре спортивного городка расположена стела «Я люблю Матушкино», а ближе к пруду «Быково болото» — скульптура пары белых лебедей.
В 2019 году в районе Крюково рядом с Панфиловским проспектом, у корпусов 1643, по программе создания комфортной городской среды «Мой район» появилась фестивальная площадка «Московских сезонов» в крымском стиле. Здесь установлена копия горы Ай-Петри. Пространство дополнено фигурами орла и грифона — их разместили на газонах. Кроме того, территорию украшают каменные амфоры. Зимой на фестивальной площадке открывается каток. Рядом с ним установлены солнечные часы. Тематику постоянно действующей фестивальной площадки выбрали сами жители района в ходе голосования на портале «Активный гражданин».

## Транспорт
Внутригородской общественный транспорт представлен автобусами «Зеленоградского автокомбината». Также по проспекту проходят ряд пригородных маршрутов «Мострансавто» и нескольких коммерческих перевозчиков.
- На участке от Ленинградского шоссе до проспекта Генерала Алексеева (остановка «1-й микрорайон») по проспекту проходят маршруты автобусов № 45, 312, 377, 390, 476, 493.
- На участке от проспекта Генерала Алексеева до улиц Болдов Ручей и Лётчика Полагушина (остановки «Дом мебели» и «Березовая аллея») — № 1, 8 (от Крюкова), 9 (на Крюково), 10, 12, 13, 15, 23, 29 (от Крюкова), 312, 377, 390, 400, 476.
- На участке от улиц Болдов Ручей и Лётчика Полагушина до Филаретовской улицы (остановка «12-й микрорайон») — № 1, 4 (от Крюкова), 8 (от Крюкова), 9 (на Крюково), 10, 12, 13, 15, 23, 29 (от Крюкова), 312, 377, 390, 400, 476.
- На участке от Филаретовской улицы до улицы Гоголя и Солнечной аллеи (остановки «Дворец творчества» и «Панфиловский проспект») — № 1, 4 (от Крюкова), 8 (от Крюкова), 10, 12, 13, 15, 23, 29 (от Крюкова), 312, 377, 390, 400, 476
- На участке Крюковской эстакады (остановка «Крюковская эстакада» со стороны Нового города) — № 1, 10, 15, 19, 23, 32 (в сторону Старого города).
- На участке съезда с Крюковской эстакады до улицы Каменка (остановка «Районный суд») — № 1, 10, 14 (от улицы Каменки), 15, 19, 23, 28 (в сторону улицы Каменки).
- На участке от улицы Каменка до улицы Андреевка (остановки «Стоматологическая поликлиника», «Рынок» и «Михайловский пруд») — № 10, 15, 23, 32, 400Т.